# WWE Great Balls of Fire
Great Balls of Fire – gala wrestlingu wyprodukowana przez federację WWE dla wrestlerów z brandu Raw. Odbyła się 9 lipca 2017 w American Airlines Center w Dallas w Teksasie. Emisja była przeprowadzana na żywo za pośrednictwem WWE Network oraz w systemie pay-per-view.

## Produkcja
Great Balls of Fire będzie oferowało walki profesjonalnego wrestlingu z udziałem różnych wrestlerów należących do brandu Raw z istniejących oskryptowanych rywalizacji i storyline’ów, które są kreowane na tygodniówkach Raw oraz ekskluzywnej dla dywizji cruiserweight 205 Live. Wrestlerzy są przedstawieni jako heele (negatywni, źli zawodnicy i najczęściej wrogowie publiki) i face’owie (pozytywni, dobrzy i najczęściej ulubieńcy publiki), którzy rywalizują pomiędzy sobą w seriach walk mających budować napięcie. Kulminacją rywalizacji jest walka wrestlerska lub ich seria.

### Rywalizacje
Po tym, jak Brock Lesnar wygrał Universal Championship na WrestleManii 33, adwokat Lesnara, Paul Heyman, dokuczał w pojedynku pomiędzy Lesnarem i Romanem Reignsem, ponieważ byli jedynymi mężczyznami, którzy pokonali The Undertakera na WrestleManii na następnym odcinku Raw. Lesnar był nieobecny na Raw przez kilka tygodni ze względu na jego status wrestlera w niepełnym wymiarze godzin. W tym czasie Reigns, Braun Strowman, Seth Rollins, Finn Bálor, Bray Wyatt i Samoa Joe wyrazili chęć zmierzenia się z Lesnarem o Universal Championship. Ze względu na to, że Strowman został wykluczony z powodu kontuzji ręki, generalny menadżer Raw Kurt Angle zaplanował Fatal 5-Way Extreme Rules match na Extreme Rules pomiędzy pozostałymi pięcioma zawodnikami, a zwycięzca zdobył miano pretendenta do tytułu na Great Balls of Fire. Joe wygrał walkę i następnej nocy skonfrontował się z Heymanem na Raw, stwierdzając, że nie boi się Lesnara i chce się z nim zmierzyć. Joe następnie założył dźwignię Coquina Clutch na Heymanie, aby wysłać wiadomość do Lesnara, który wrócił w następnym tygodniu i wdał się w bójkę z Joe, która została przerwana przez locker room Raw. 26 czerwca, gdy Lesnar wchodził, Joe zaatakował Lesnara od tyłu i trzykrotnie założył na niego Coquina Clutch, prawie powodując, że Lesnar zemdlał. Joe przerwał trzecią próbę dopiero po tym, jak inni zapaśnicy odciągneli go od Lesnara. Na ostatnim Raw przed Great Balls of Fire, obaj przeprowadzili na żywo wywiad na podzielonym ekranie. Wyśmiewali się nawzajem, a rozwścieczony Joe odszedł, by dowiedzieć się, gdzie jest Lesnar. W końcu go znalazł, ale został powstrzymany przez ochronę.
3 kwietnia na odcinku Raw, Braun Strowman, który feudował z Romanem Reignsem od Royal Rumble, przerwał Universal Championowi Brockowi Lesnarowi i wyraził chęć zmierzenia się z nim o tytuł, ale odszedł, zanim doszło do walki. Strowman następnie kontynuował feud z Reignsem, pokonał go na Payback i zaatakował go po walce i ponownie na Raw Talk, gdy Reigns miał zostać zabrany do placówki medycznej. Jednak Reigns zemścił się, trzaskając kilka razy drzwiami karetki w ramię Strowmana. Następnej nocy na odcinku Raw, generalny menadżer Raw Kurt Angle poinformował publiczność, że obaj mężczyźni zostali kontuzjowani. W następnym tygodniu Strowman, mając na ramieniu temblak, wskazał, że po wykończeniu Reignsa zaatakuje Universal Championa. Później tej nocy, Reigns zaatakował Strowmana podczas ostatniej walki, uderzając w jego ramię stalowym krzesłem. Strowman wymagał operacji i miał być nieaktywny przez okres do sześciu miesięcy. 19 czerwca na odcinku Raw, Reigns ogłosił się pretendentem numer jeden do Universal Championship na SummerSlam. Później tej nocy Strowman wrócił karetką, co kosztowało Reignsa walkę z Samoa Joe. Strowman zaatakował Reignsa i wyzwał go na Ambulance match na Great Balls of Fire. W następnym tygodniu, Reigns przyjął wyzwanie i na stage’u pojawiła się karetka; Reigns poszedł zbadać sprawę, ale Strowman zaatakował go i wsadził do karetki. Na ostatnim Raw przed Great Balls of Fire, Strowman próbował umieścić Apollo Crewsa, którego właśnie pokonał, w karetce, ale kiedy otworzył drzwi, Reigns był w karetce i zaatakował Strowmana. Po czym doszło do brawlu pomiędzy tą dwójką, która zakończyła się, gdy Reigns wykonał spear na Strowmanie ze sceny i obaj przebili się przez stół i pudła.
Na Extreme Rules, Alexa Bliss zachowała Raw Women’s Championship przeciwko Bayley. Następnej nocy na Raw, generalny menadżer Raw Kurt Angle wyznaczył Bliss do obrony tytułu przeciwko Nii Jax, ponieważ Bliss powiedziała, że da Jax szansę po tym, jak skończy z Bayley. Bliss wygrała walkę przez dyskwalifikację po tym, jak Mickie James i Dana Brooke, którzy byli przy ringu, zaatakowali ją. 12 czerwca, Sasha Banks, Brooke i James pokonali Bliss, Jax i powracającą Emmę po tym, jak Bliss porzuciła swoje partnerki.  W następnym tygodniu, podczas walki pomiędzy Jax i Banks, Emma zmierzyła się z Bliss i wybuchła bójka z udziałem Brooke, James i Bayley, którzy wyszły pomóc Banks. Następnie Angle zaplanował Gauntlet match na odcinek z 26 czerwca, w którym zwycięzca zmierzy się z Bliss o mistrzostwo kobiet na Raw na Great Balls of Fire. Jax wyeliminowała Bayley, James, Brooke i Emmę, zanim została wyeliminowany przez Banks przez poddanie. Bliss następnie wyszła, by się z nią skonfrontować, ale Banks zaatakował ją i pozowała z pasem mistrzowskim. W następnym tygodniu, Banks i Bayley połączyły siły, by zmierzyć się z Bliss i Jax i wygrali po tym, jak Banks zmusiła Bliss do poddania się po założeniu dźwigni Bank Statement.
15 maja na Raw, Seth Rollins miał zmierzyć się z Brayem Wyattem w ramach przygotowań do ich Fatal 5-Way matchu na Extreme Rules. Wyatt i Rollins obrazili się nawzajem przed walką, który Rollins wygrał przez dyskwalifikację po interwencji Samoa Joe. 5 czerwca na odcinku Raw, Rollins walczył z Joe. Podczas walki muzyka Wyatta grała i rozpraszała Rollinsa, pozwalając Joe wygrać. W następnym tygodniu, Rollins skonfrontował się z Wyattem, nazwał go tchórzem i zastanawiał się, czy powodem, dla którego Wyatt kosztował go jego walkę, był fakt, że Rollins wcześniej nazywał go tchórzem. Wyatt, twierdząc, że jest bogiem, powiedział, że chociaż Rollins zabił króla (odnosząc się do zwycięstwa Rollinsa nad Triple H’em na WrestleManii 33), nie może zabić boga. W następnym tygodniu, gdy Rollins przedstawił się jako gwiazda okładki gry wideo WWE 2K18, przerwał mu Wyatt. Wyatt oskarżył Rollinsa o zaprzeczenie sloganowi gry wideo „Be Like No One” poprzez dostosowanie się do oczekiwań publiczności. Rollins następnie zaatakował Wyatta. 26 czerwca, Wyatt wyzwał Rollinsa na pojedynek na Great Balls of Fire, który Rollins zaakceptował. Dwie zapowiedzi walki zostały później wyemitowane, z których promo Wyatta było emitowane na pustyni.
6 czerwca na odcinku 205 Live, Titus O’Neil próbował nakłonić Akirę Tozawę do dołączenia do jego stajni zapaśników, "The Titus Brand" (później nazwanej "Titus Worldwide"). O’Neil nadal próbował zrekrutować Tozawę 12 czerwca na odcinku Raw, następnego wieczoru na 205 Live i w następnym tygodniu na Raw, po tym jak Tozawa pokonał TJP. WWE Cruiserweight Champion Neville narzekał na brak szacunku ze strony Tozawy. O’Neil odpowiedział, że Tozawa może pokonać Neville’a i z jego pomocą zostanie mistrzem Cruiserweight. 26 czerwca na odcinku Raw, O’Neil poinformował Neville’a i Tozawę, że wynegocjował walkę o tytuł pomiędzy nimi na Great Balls of Fire. W następnym tygodniu na 205 Live, O’Neil podekscytował walkę o Cruiserweight Championship. Neville przerwał i powiedział, że Titus był zainteresowany tylko zarabianiem pieniędzy, a nie bezpieczeństwem swoich klientów, czego dowodem była strata członka Titus Worldwide Apollo Crewsa.
22 maja na odcinku Raw, Enzo Amore został znaleziony nieprzytomny za kulisami po tym, jak został zaatakowany od tyłu przez nieznanego napastnika i ponownie w następnym tygodniu, gdzie podejrzanymi zostali The Revival (Dash Wilder i Scott Dawson). Komentator Corey Graves zasugerował, że za atakiem może stać Big Cass, tag team partner Amore’a, czemu Cass zaprzeczył, mówiąc, że nigdy nie skrzywdzi Amore’a. W następnym tygodniu, Cass został znokautowany za kulisami. Big Show, na miejscu Cassa, połączył siły z Amore w zwycięstwie nad Lukiem Gallowsem i Karlem Andersonem. Później za kulisami, Cass skonfrontował się z Showem. W następnym tygodniu, Cass został ponownie znaleziony nieprzytomny, ale nadal rywalizował z Amore przeciwko Gallowsowi i Andersonowi w przegranej walce. Gallows i Anderson próbowali zaatakować Amore, ale Show uratował sytuację, podczas gdy Cass obserwował. Amore skonfrontował się z Showem w sprawie ataku na Cassa, na co Show obraził się i odszedł. 19 czerwca na odcinku Raw, generalny menadżer Raw Kurt Angle zorganizował spotkanie na temat ataków na Amore’a i Cassa. Po przesłuchaniu, Big Show obraził się i powiedział, że nie będzie ponownie występował na Raw i odszedł. Po tym, jak Angle oczyścił The Revival z wszelkich wykroczeń, Graves pokazał wideo, na którym Cass inscenizował swój atak z poprzedniego tygodnia. Cass przyznał, że stał za atakami na Amore’a. Cass powiedział, że był zmęczony Enzo i obwiniał go za fakt, że nigdy nie wygrali na nim mistrzostw. Cass zerwał drużynę przed kopnięciem Amore’a w głowę. W następnym tygodniu, Cass powiedział, że wstydził się za to, co zrobił. Obaj objęli się na ringu, ale na scenie Cass zaatakował Amore’a. W odcinku z 3 lipca, Amore powiedział, że będzie walczył i obaj walczyli, dopóki Angle nie rozdzielił ich i powiedział, że zmierzą się ze sobą na Great Balls of Fire.
Na Extreme Rules, The Miz pokonał Deana Ambrose’a, zdobywając swoje siódme Intercontinental Championship. Następnej nocy na Raw, Ambrose chciał rewanżu, ale Miz mu odmówił. Później Maryse urządziła Mizowi przyjęcie, na które składał się szampan, maskotka niedźwiedzia i ogromny czerwony prezent. Miz zaatakował maskotkę, ponieważ myślał, że to Ambrose. Miz pomyślał również, że Ambrose ukrywał się w prezencie, przewrócił go i zaczął go niszczyć. Maryse powiedziała, że to był zegar dziadka który zawsze chciał mieć, co spowodowało, że Maryse pobiegła do tyłu, zdenerwowana. Miz przeprosiła Maryse za zniszczenie zegara. Maryse przyjęła przeprosiny, ale po tym, jak Ambrose przerwał, zegar został przypadkowo ponownie złamany przez Miza, a Maryse opuściła ring we łzach. Po tym, Ambrose został zaatakowany przez dwóch mężczyzn ubranych w niedźwiedzie kostiumy, którymi okazali się być Curtis Axel i Bo Dallas. W następnym tygodniu na Raw, Ambrose połączył siły z Heathem Slaterem i Rhyno w przegranej walce z The Mizem i jego Miztourage (Axel i Dallas). W następnym tygodniu, Miz obronił tytuł w walce ze Slaterem. Ambrose otrzymał następnie rewanż o Intercontinental Championship na Great Balls of Fire.
Na Extreme Rules, Cesaro i Sheamus pokonali The Hardy Boyz (Jeff i Matt Hardy) w Steel Cage matchu i zdobyli Raw Tag Team Championship. Hardy Boyz powołali się na ich rewanż o mistrzostwo 12 czerwca na odcinku Raw w 2-out-of-3 falls matchu, który zakończył się bez rezultatu po decydującej walce zakończonej podwójnym wyliczeniem. W następnym tygodniu, The Hardy Boyz połączyli siły z Finnem Bálorem i pokonał drużynę Cesaro, Sheamusa i Eliasa Samsona. Na odcinku z 3 lipca, generalny menadżer Raw Kurt Angle ogłosił, że The Hardy Boyz zmierzy się z Cesaro i Sheamusem w ostatecznej walce o tytuły w 30-minutowym Iron Man matchu na Great Balls of Fire. Również w tym odcinku, The Hardy Boyz byli komentatorami w walce Bálora z Cesaro. Samson wyszedł i przewrócił Bálora, podczas gdy Sheamus odwrócił uwagę sędziego. Hardys następnie zeszli na ring, aby pomóc i pomiędzy tą szóstką wybuchła bójka, która zakończyła się zwycięstwem Bálora nad Cesaro.

## Wyniki walk
| Nr                                                                   | Wyniki                                                                                          | Stypulacje                                                 | Czas  |
| -------------------------------------------------------------------- | ----------------------------------------------------------------------------------------------- | ---------------------------------------------------------- | ----- |
| 1P                                                                   | Neville (c) pokonał Akirę Tozawę (z Titusem O’Neilem)                                           | Singles match o WWE Cruiserweight Championship             | 11:40 |
| 2                                                                    | Bray Wyatt pokonał Setha Rollinsa                                                               | Singles match                                              | 12:10 |
| 3                                                                    | Big Cass pokonał Enzo Amore                                                                     | Singles match                                              | 5:25  |
| 4                                                                    | Cesaro i Sheamus (c) pokonali The Hardy Boyz (Jeffa Hardy’ego i Matta Hardy’ego) z wynikiem 4–3 | 30-minutowy Iron Man match o WWE Raw Tag Team Championship | 30:00 |
| 5                                                                    | Sasha Banks pokonała Alexę Bliss (c) poprzez wyliczenie pozaringowe                             | Singles match o WWE Raw Women’s Championship               | 11:40 |
| 6                                                                    | The Miz (c) (z Bo Dallasem, Curtisem Axelem oraz Maryse) pokonał Deana Ambrose'a                | Singles match o WWE Intercontinental Championship          | 11:20 |
| 7                                                                    | Braun Strowman pokonał Romana Reignsa                                                           | Ambulance match                                            | 16:35 |
| 8                                                                    | Heath Slater pokonał Curta Hawkinsa                                                             | Singles match                                              | 2:10  |
| 9                                                                    | Brock Lesnar (c) (z Paulem Heymanem) pokonał Samoa Joe                                          | Singles match o WWE Universal Championship                 | 6:25  |
| (c) – mistrz/mistrzyni przed walkąP – walka miała miejsce w pre-show |                                                                                                 |                                                            |       |

### Iron Man match
| Wynik | Tag Team         | Decyzja                | Notka                                                                                | Czas  |
| ----- | ---------------- | ---------------------- | ------------------------------------------------------------------------------------ | ----- |
| 1–0   | Cesaro i Sheamus | Przypięcie             | Sheamus przypiął Matta po wykonaniu Brogue Kick                                      | 0:20  |
| 2–0   | Cesaro i Sheamus | Przypięcie             | Sheamus przypiął Jeffa po wykonaniu kombinacji White Noise/diving neckbreaker        | 9:48  |
| 2–1   | The Hardy Boyz   | Przypięcie             | Jeff przypiął Cesaro po wykonaniu Twist of Fate                                      | 12:54 |
| 3–1   | Cesaro i Sheamus | Wyliczenie pozaringowe | Matt został wyliczony po tym jak Cesaro rzucił go w słupek ringowy                   | 16:45 |
| 3–2   | The Hardy Boyz   | Przypięcie             | Jeff przypiął Cesaro ruchem cradle                                                   | 22:57 |
| 3–3   | The Hardy Boyz   | Przypięcie             | Matt przypiął Sheamusa po wykonaniu Twist of Fate z górnej liny                      | 27:05 |
| 4–3   | Cesaro i Sheamus | Przypięcie             | Cesaro przypiął Jeffa ruchem cover po tym jak Jeff wykonał Swanton Bomb na Sheamusie | 29:32 |